# لورانس د. بوبو
لورانس د. بوبو (بالإنجليزية: Lawrence D. Bobo)‏ هو عالم اجتماعي أمريكي، (و. 1900  م).